# Мочарник річковий
Моча́рник річковий (Certhiaxis mustelinus) — вид горобцеподібних птахів родини горнерових (Furnariidae). Мешкає в Амазонії.

## Опис
Довжина птаха становить 14-15 см, вага 14-16 г. Голова і верхня частина тіла яскраво-рудувато-коричневі,від дзьоба до очей ідуть чорнуваті смуги. Нижня частина тіла біла. Виду не притаманний статевий диморфізм.

## Поширення й екологія
Річкові мочарники мешкають в долині Амазонки та деяких її великих приток, на північному сході Перу (в долині Укаялі), на крайньому південному сході Колумбії (в долині Амазонки) і в Бразилії (на схід до гирла Токантінса, в нижній течії річок Журуа і Пурус, в долині Мадейри на південь до кордону з Болівією). Вони живуть на вологих луках, зокрема на заплавних, і в чагарникових заростях на берегах річок. Зустрічаються поодинці або парами, на висоті до 150 м над рівнем моря. Живляться комахами та іншими безхребетними, яких шукають серед рослинності на висоті до 1 м над землею.